# Cysalemma africana
Cysalemma africana es una especie de coleóptero de la familia Endomychidae.

## Distribución geográfica
Habita en el África Ecuatorial Francesa.